# Sterneneisen Live
Sterneneisen Live — четвёртый DVD и шестой концертный альбом немецкой фолк-метал группы In Extremo.

## История создания
Запись нового DVD была обусловлена коммерческим успехом альбома Sterneneisen, и для того, чтобы привлечь ещё больший интерес к этому релизу, а также отметить его успех, было решено записать концерт в рамках тура Sterneneisen.

В качестве площадки была выбрана площадка под названием Siegerlandhalle в немецком городе Зиген. Концерт прошёл 21 апреля 2011 года в рамках тура в поддержку альбома. Перед концертом произошли технические проблемы, вследствие чего саунд-чек и проверка аппаратуры продлились до самого запуска людей в зал. Группа волновалась за судьбу звука на концерте, поскольку он мог основательно испортить качество записи, что сделало бы выпуск полноформатного DVD фактически невозможным, однако всё прошло без каких-либо проблем, и концерт был аншлаговым.

Концерт был выпущен в мае 2012 года в двух вариантах: CD+DVD и CD+2DVD. Это единственный концертный релиз In Extremo, который включает в себя сразу видео- и аудиоверсию концерта одновременно. В DVD вошли не все песни из числа тех, что игрались на концерте, четыре было вырезано в итоговой версии: Vollmond, Rotes Haar, Auf’s Leben и Rasend Herz. Кроме того, с CD-версии было вырезано ещё две песни: Erdbeermund и In diesem Licht.

Лимитированное издание концерта появилось в формате книги с фотографиями, сделанными во время Sterneneisen-тура. В конце книги в специальных кармашках находились оба концертных диска, а также бонусный DVD. Он включал в себя концерт на фестивале Rock am Ring летом 2011 года (10 песен), небольшой документальный фильм о приключениях In Extremo на Full Metal Cruise 2012, а также все три видеоклипа к альбому — Zigeunerskat, Siehst du das Licht и Viva la Vida.

## Композиции
| №   | Название              | Длительность |
| --- | --------------------- | ------------ |
| 1.  | «Intro»               | 2:18         |
| 2.  | «Sterneneisen»        | 3:14         |
| 3.  | «Frei zu sein»        | 4:05         |
| 4.  | «Liam»                | 4:49         |
| 5.  | «Erdbeermund»         | Только DVD   |
| 6.  | «Zigeunerskat»        | 4:47         |
| 7.  | «Unsichtbar»          | 4:02         |
| 8.  | «Herr Mannelig»       | 6:44         |
| 9.  | «Horizont»            | 4:08         |
| 10. | «Zauberspruch №VII»   | 4:25         |
| 11. | «Siehst du das Licht» | 4:46         |
| 12. | «Stalker»             | 4:02         |
| 13. | «In diesem Licht»     | Только DVD   |
| 14. | «Hol die Sterne»      | 4:19         |
| 15. | «Spielmannsfluch»     | 4:01         |
| 16. | «Küss mich»           | 4:40         |
| 17. | «Viva la Vida»        | 4:41         |
| 18. | «Sängerkrieg»         | 4:07         |
| 19. | «Gold»                | 3:40         |
| 20. | «Omnia Sol Temperat»  | 6:03         |

## Состав записи
- Михаэль Райн — вокал, губная гармошка
- Dr. Pymonte — арфа, волынка
- Yellow Pfeiffer — волынка, шалмей, никельхарпа
- Flex der Biegsame — волынка, шалмей, колёсная лира
- Van Lange — гитара
- Die Lutter — бас-гитара
- Specki T.D. — ударные